# Stoner M63
De Stoner M63 is een speciaal geweer, waarvan de productie begon in 1962. Het wapen is ontworpen door Eugene Stoner. Het wapen bestaat uit 15 afkoppelbare onderdelen, waardoor het kan functioneren als pistoolmitrailleur, karabijn, aanvalsgeweer, automatisch geweer, licht machinegeweer of universeel machinegeweer. Het afkoppelbare magazijn van het geweer is geschikt voor 30 patronen. De looplengte is 50,8 centimeter, en dat is geen toeval; de looplengte is gelijk aan die van  de M16, waarvan het oorspronkelijke ontwerp ook van Stoner is.